# Worth It
 (juin 2016).
Le contenu est difficilement compréhensible vu les erreurs de traduction, qui sont peut-être dues à l'utilisation d'un logiciel de traduction automatique.
Singles de Fifth Harmony
Sledgehammer
(2014) I'm in Love with a Monster
(2015)
Singles par Kid Ink
Ride Out
(2015) Be real
(2015)
Worth It est une chanson du girl group américain Fifth Harmony featuring Kid Ink. La chanson est sortie le 2 mars 2015 et fait partie de l'album Reflection (2015). Worth It est une chanson écrite par Priscilla Renea (en), Mikkel S. Eriksen, Tor Erik Hermansen, Ori Kaplan (en), et produite par Stargate, Ori Kaplan, Tchami et DJ Snake.
Ce single fut certifié triple disque de platine par le RIAA et a vendu 3,2 millions d'exemplaires sur le territoire américain. « Worth It » atteint le top 20 dans le US Billboard Hot 100 et arriva en 12e position. La chanson a marqué le premier top 20 single par un girl group aux États-Unis depuis « Jai Ho! (You Are My Destiny) » par The Pussycat Dolls en 2009. 
La chanson a également connu un premier succès international unique, avec une place dans le top 10 des palmarès dans treize pays, dont l'Australie et le Royaume-Uni, ainsi que le top 20 d'autres pays comme le Canada, la France, le Danemark et la Corée du Sud. Il a reçu douze certifications, y compris triple platine d'argent au Royaume-Uni. 
La chanson est également en vedette dans le film d'animation 2015 Hôtel Transylvanie 2.

## Contexte
"Worth It" a été produit et co-écrit par Stargate (Mikkel S. Eriksen et Tor Erik Hermansen), Ori Kaplan, Tchami et DJ Snake avec l' écriture supplémentaire de Priscilla Renea. La chanson a été présentée au groupe par Stargate. Elle a été à l'origine enregistrée par le rappeur Kid Ink , qui a fini par la produire en collaboration. Les paroles et la mélodie ont été modifiées pour tenir une perspective féminine. Kid Ink a noté lors d'une interview avec Forbes que pendant qu'il était "en train d' écrire sur l'album avec les producteurs Stargate et Cashmere Cat" et cela a conduit à l'élaboration de la chanson. L'une des lignes de Kid Ink est "Wit It" (la version originale de la chanson) apparaît sur la version de Fifth Harmony.
La chanson est écrite du point de vue d'un homme qui dit à sa femme qu'elle est "Worth It", avec une certaine connotation sexuelle. Cependant, la chanson pourrait également être une prise en tant que l'hymne féministe puisqu'il peut inspirer les jeunes filles à croire vraiment qu'elles sont «Worth It» (d'une grande valeur) et peuvent posséder Wall Street ou tout autre lieu sur lequel ils jettent leur dévotion. Ce dernier point de vue de la chanson est mis en évidence dans la vidéo.
"Worth It" a été libéré le 15 janvier, 2015 , mais officiellement joué à la radio comme single le 2 mars, 2015. Après le succès mondial de "Worth It", une version espagnole intitulée " Dame Esta Noche " (espagnol pour ''Donne moi cette nuit'') a été publié sur iTunes le 10 juillet, 2015. La piste comporte le rap en anglais de Kid Ink, tandis que les filles de Fifth Harmony l'on chantée en espagnol.

## Vidéo
La vidéo est sortie au Kids Choice Awards 2015 le 28 mars, 2015. Il a été transféré le même jour à leur compte officielle Vevo et a été réalisé par Cameron Duddy. La vidéo présente les dames dans ldes tenues d'affaires. Prenant place dans un immeuble de bureaux. Elles sont considérées comme des chefs d'entreprise et dansent devant un ticker de marché boursier. La vidéo présente de nombreux attributs féministes puisqu'elle montre les femmes qui travaillent et qui suivent dans un monde dominé par les hommes tels que Wall Street, et présentant les états clignotants en face du billet de marché boursier telles que « les femmes au pouvoir», « le féminisme est sexy" et "plafond de verre ". Kid Ink est également en vedette dans la vidéo entouré de jolies femmes. Le vidéo a gagné leur premier Vevo d'attribution certifiée en juillet 2015. En juin 2016, il a dépassé 910 millions de vues et est la vidéo YouTube la plus regardée par un groupe de fille. En février 2017 le clip a dépassé le milliard de vues (1,3 milliard).
Synopsis
Les membres de la Cinquième Harmony robe en tenue d'affaires-esque, ce qui démontre les thèmes de féminisme et de l' estime de soi .
La vidéo commence avec des coups de dessus d'un gratte - ciel donnant vers le bas dans la ville et l' une montrant la taille réelle du gratte - ciel, où la plupart du réglage a lieu. Une image d'un marché boursier apparaît, un zoom sur ce qui semble dire: «@FifthHarmony femmes au pouvoir ". Les dames apparaissent alors dans silhouettes et commencent à marcher avec confiance que les hommes se tiennent à côté d'un mur, semblant tenir dans l' attention aux dames. Plans individuels de chaque fille sont présentés, rire et souriant à la caméra, avant de revenir à l'arrière - plan du marché boursier. Les filles effectuent un mouvement de danse chorégraphiée, et un berceau de Newton est représenté utilisé, au rythme de la chanson. Les mots « plafond de verre » apparaissent en arrière - plan du marché boursier, une référence aux obstacles que les minorités, en particulier les femmes des minorités, ont quand gravir les échelons de l' entreprise.
Les versets changements à Kid Ink, qui est habillé dans des vêtements presque tout noir. Il semble être assis dans une salle de bureau avec deux jolies femmes approchant de lui, comme il chante. Les femmes sont habillés en tenue d'affaires et se révèlent avoir les yeux verts, connu comme un symbole de l'avidité et / ou la jalousie. Un homme est représenté nettoyer la chaussure de Dinah, comme elle le contrôle. Elle lui lance alors pour montrer qu'elle est pas contrôlée par personne. La scène se déplace vers Normani, qui arbore une tenue d'affaires à la mode avec un blazer blanc. Elle se tient alors considérablement de sa chaise, tandis qu'un homme, qui semble être son comptable, regarde dans un mouvement effrayé. Tout comme les femmes assis à côté de Kid Ink, il semble aussi avoir les yeux verts. Toutes les filles effectuent un mouvement de danse, où les changements de réglage à Camila se prépare à jouer au golf dans son bureau. Ally est alors représenté avec un homme qui semble aussi être son comptable, similaire à Normani. Lauren est vu à l'arrière d'une voiture noire décapotable avec un homme dans le siège du conducteur. Chaque fille soit flicks l'homme à côté d'eux ou les coups de pied dans la frustration.
Les dames sont maintenant en arrière-plan du marché boursier, racontant leur amant qu'ils sont "Worth It". Ils semblent aussi précipiter leurs comptables, qui sont en permanence en tapant sur leurs calculatrices. Les mots «féminisme est sexy" apparaissent dans le fond du marché boursier, avant de passer à Kid Ink, où les femmes se déplacent en synchronisation au rythme comme il rappe. La caméra zoome dans les yeux d'une femme, avec ses yeux apparaissant vert clair. Les filles effectuent plus chorégraphiés mouvements de danse individuellement et en tant que groupe. Plans de toutes les filles cligner l'œil, souriant et montrant la confiance sont présentés. La vidéo se termine avec les filles face de la caméra et en regardant le marché boursier derrière eux, puis demi-tour et de déplacer leurs mains vers le haut, une fin similaire à des vidéos passées du groupe.
Réception
La vidéo de musique a reçu des critiques positives de la part des commentateurs. Lucas Villa de AXS a écrit que le groupe "dons PDG sexy regarde et bustes un mouvement en face d'un écran avec des stocks Dow Jones. Il est le parfait mélange de travail et le plaisir." MTV a appelé la vidéo "étonnamment sexy" et comparé l'aspect social de la vidéo sur Cinquante Shades of Grey . Christina Lee de Idolator loué la vidéo pour mettre les femmes en position de pouvoir. Elle note message ambigu de la vidéo, mais sait qu'il ya une "nette différence entre les femmes habiller pour le regard masculin et de le faire pour leur propre satisfaction personnelle.

## Classements
| Classement (2016)                       | Meilleure position |
| --------------------------------------- | ------------------ |
| Allemagne (Media Control AG)            | 16                 |
| Australie (ARIA)                        | 9                  |
| Autriche (Ö3 Austria Top 40)            | 23                 |
| Belgique (Flandre Ultratop 50 Singles)  | 14                 |
| Belgique (Flandre Ultratop R&B/Hip-Hop) | 3                  |
| Belgique (Wallonie Ultratop 50 Singles) | 18                 |
| Canada (Hot 100)                        | 12                 |
| Espagne (PROMUSICAE)                    | 62                 |
| États-Unis (Hot 100)                    | 12                 |
| États-Unis (Adult Pop Songs)            | 22                 |
| France (SNEP)                           | 15                 |
| Hongrie (Rádiós Top 40)                 | 7                  |
| Irlande (IRMA)                          | 23                 |
| Israël (Media Forest)                   | 1                  |
| Italie (FIMI)                           | 32                 |
| Japon (Hot 100)                         | 26                 |
| Nouvelle-Zélande (RMNZ)                 | 31                 |
| Pays-Bas (Nederlandse Top 40)           | 25                 |
| Pays-Bas (Single Top 100)               | 25                 |
| Slovaquie (IFPI Rádio)                  | 11                 |
| Suède (Sverigetopplistan)               | 63                 |
| Suisse (Schweizer Hitparade)            | 21                 |
| Tchéquie (IFPI Rádio)                   | 25                 |
| Tchéquie (IFPI Singles Digitál)         | 6                  |
| Royaume-Uni (UK Singles Chart)          | 3                  |
| Corée du Sud                            | 12                 |

### Certifications
| Pays                     | Certification | Ventes    |
| ------------------------ | ------------- | --------- |
| Australie (ARIA)         | 2 × Platine   | 140 000   |
| Belgique (BEA)           | Or            | 15 000    |
| Canada (Music Canada)    | 3 × Platine   | 160 000   |
| Danemark (IFPI)          | Or            | 30 000    |
| Espagne                  | Or            | 20 000    |
| Italie (FIMI)            | 2 × Platine   | 50 000    |
| Nouvelle-Zélande (RIANZ) | 2 × Platine   | 15 000    |
| Suède                    | Platine       | 40 000    |
| Allemagne (BVMI)         | Or            | 200 000   |
| Royaume-Uni              | Or            | 400 000   |
| États-Unis               | 3 × Platine   | 3 200 000 |

## Historique de sortie
| Pays        | Date                         | Format                         | Label                   |
| ----------- | ---------------------------- | ------------------------------ | ----------------------- |
| États-Unis  | 19 janvier 2015 21 juin 2015 | Téléchargement numérique Radio | Epic Records Syco Music |
| Royaume-Uni | 19 janvier 2015 21 juin 2015 | Téléchargement numérique Radio | Epic Records Syco Music |